# Esterno notte (fumetto)
Esterno notte è il primo libro a fumetti pubblicato dall'autore italiano Gian Alfonso Pacinotti, detto Gipi, nel 2003.
Il volume si compone di sei racconti non collegati tra loro e si tratta della prima opera inedita in volume di Gipi, il quale fino a quel momento aveva pubblicato solo su riviste di settore. Con quest'opera l'autore vinse nel 2004 il Premio Micheluzzi come "miglior disegnatore".
Le vignette sono realizzate con una tecnica particolare che prevede gli sfondi dipinti ad olio, a cui sono sovrapposte le figure umane realizzate su fogli di carta trasparente.

## Racconti contenuti nella raccolta

### La storia di Faccia
L'autore, da ragazzo, s'incontra coi suoi amici nei giardini pubblici sotto la casa di una guardia giurata, infastidita dai loro schiamazzi, che un giorno scende e li minaccia brandendo una pistola. Uno di loro, un giovane con precedenti penali chiamato Faccia per una malattia che gli ha storpiato il volto, lo affronta e lo picchia, col risultato che gli si riaprono le porte del carcere. Qualche anno dopo Faccia muore d'infarto, dopo essersi sposato, aver messo al mondo un figlio e aver trovato un lavoro da ferroviere.

### Via degli Oleandri
Nella Via degli Oleandri di Tirrenia sorge la casa di vacanze della famiglia dell'autore. Il racconto descrive la giornata prima che un estraneo s'introduca nella casa ove dormono l'autore, da ragazzino, e la sorella diciottenne di lui, ed usi violenza a questa.

### Le facce nell'acqua
In un prossimo futuro, per sfuggire ad un conflitto in atto, due ragazzi e una prostituta slava si rifugiano in una capanno per la pesca sulla costa tirrenica. Durante un'uscita in barca, il più giovane dei due dice di vedere dei volti umani nell'acqua, cosa bollata come assurda dal suo compagno. Il protettore della prostituta, con un complice, viene a riprendersi la donna e minaccia i ragazzi che si oppongono, ma le "facce nell'acqua" li salvano trascinando giù i malvagi.

### Macchina sotto la pioggia
Due gruppi di malavitosi s'incontrano in un luogo deserto per uno scambio. Uno di loro si mette a filosofeggiare col suo opponente, sostenendo che essi recitano un copione già scritto. L'altro perde la pazienza e lo fredda, dandogli così implicitamente ragione.

### Le cinque curve
Le cinque curve sono una serie di tornanti scelti dai motociclisti della zona per mettersi in mostra con i loro mezzi. Nei fine settimana vi si accalcano gruppi di gitanti che sperano di assistere a qualche incidente, possibilmente mortali.

### Muttererde
Sulla superpetroliera tedesca Muttererde (letteralmente "Madre Terra") si scatena una caccia al clandestino, col capitano che chiama in aiuto un reparto di forze speciali che non vanno per il sottile. Prima viene scovato un giovane africano, che viene gettato a mare, poi viene radunato sul ponte un numeroso gruppo di migranti illegali. I paramilitari aprono il fuoco su di loro ma la nave prende fuoco e pochi sono coloro che trovano scampo sulle scialuppe.

## Edizioni
- Gipi, Esterno notte, collana Maschera Nera, Bologna, Coconino Press, 2003, ISBN 88-88063-77-3.
- Gipi, Extérieur nuit, Parigi, Vertige Graphic, 2005.
- Gipi, Esterno notte; S.; La mia vita disegnata male, collana Omnibus, Bologna, Coconino Press, 2011, ISBN 9788876181276.
- Gipi, Esterno notte, collana Maschera Nera, Bologna, Coconino Press, 2014, ISBN 978-88-7618-266-2.
- Gipi, Esterno notte, collana collana Gipi, n. 7, Roma, Repubblica-L'Espresso, 2018.